# Sphecodes davisii
Sphecodes davisii là một loài Hymenoptera trong họ Halictidae. Loài này được Robertson mô tả khoa học năm 1897.